# Barrière de Saint-Mandé
La barrière de Saint-Mandé est l'une des barrières d'octroi du mur des Fermiers généraux située au croisement des actuels boulevard de Picpus et avenue de Saint-Mandé à Paris.